# Lindsaea fraseri
Lindsaea fraseri är en ormbunkeart som beskrevs av William Jackson Hooker. Lindsaea fraseri ingår i släktet Lindsaea och familjen Lindsaeaceae. Inga underarter finns listade.